# Sambo ai I Giochi europei
Le gare di sambo ai I Giochi europei sono state disputate a Baku il 22 giugno 2015.

## Podi

### Maschili
| Specialità | Oro                | Argento           | Bronzo                                  |
| 57 kg      | Aymergen Atkunov   | Islam Gasumov     | Uladzislau Burdz Vakhtangi Chidrashvili |
| 74 kg      | Stsiapan Papou     | Amil Gasimov      | Kakha Mamulashvili Azamat Sidakov       |
| 90 kg      | Alsim Chernoskulov | Andrei Kazusionak | Davit Karbelashvili Radvilas Matukas    |
| +100 kg    | Artem Osipenko     | Vasif Safarbayov  | Yury Rybak Razmik Tonoyan               |

### Femminili
| Specialità | Oro              | Argento           | Bronzo                               |
| 52 kg      | Anna Kharitonova | Nazakat Khalilova | Magdalena Varbanova Ruta Aksionova   |
| 60 kg      | Yana Kostenko    | Kalina Stefanova  | Katsiaryna Prakapenka Daniela Hondiu |
| 64 kg      | Tatsiana Matsko  | Olena Sayko       | Sarah Loko Anna Shcherbakova         |
| 68 kg      | Ivana Jandric    | Volha Namazava    | Celine Conde Olga Zakhartsova        |